# Skiddaw
Skiddaw ist einer der 214 Wainwright genannten Berge (Fell) im nordenglischen Nationalpark Lake District.
Mit 931 Meter über Meereshöhe ist er der vierthöchste Berg sowohl im Lake District als auch in England und der niedrigste, der gerade noch über 3000 Fuß liegt, eine Höhe, die im englischen Maßsystem eine gewisse Marke darstellt. Mit einer Schartenhöhe von 709 m wird er als Marilyn klassifiziert.
Er liegt wenige Kilometer nördlich der Stadt Keswick und ist neben dem Blencathra der bekannteste Gipfel in diesem Bereich des Nationalparks. Von den Bergen dieser Höhe im Lake District ist er der am einfachsten zu erreichende Gipfel. Das hat zur Folge, dass er mit zu den beliebtesten und meistbesuchten Gipfeln des Lake District zählt, was eine starke Erosion der zum Gipfel führenden Wege nach sich zieht.
Die Herkunft des Namens Skiddaw ist nicht geklärt. Es gibt drei Deutungen, die sich vom Altnordischen herleiten: Berg des Bogenschützen, Hügel mit gezacktem Grat oder Feuerholzberg.
Der Berg besteht im Gegensatz zum überwiegend vulkanischen Ursprung der übrigen Berge des Lake District zum größten Teil aus Skiddaw Slate, einem grünlichen Schiefer aus dem Ordovizium, der in der Vergangenheit in den umliegenden Orten das vorherrschende Material im Häuserbau war. Des Weiteren kommt Hornfels vor, der für die Herstellung eines der ältesten europäischen Lithophone, dem Musical Stones of Skiddaw verwendet wurde, das in den Jahren von 1827 bis 1840 in Keswick von Joseph Richardson hergestellt wurde, einem Musiker und Steinmetzen.
Der River Caldew entsteht an der Ostflanke des Skiddaw.